# Siumbut - Umbut
Siumbut - Umbut is een bestuurslaag in het regentschap Asahan van de provincie Noord-Sumatra, Indonesië. Siumbut - Umbut telt 4895 inwoners (volkstelling 2010).